# Eriopygodes
Eriopygodes is een geslacht van vlinders van de familie Uilen (Noctuidae), uit de onderfamilie Hadeninae.

## Soorten
- E. cirphidia Draudt, 1950
- E. discalis Brandt, 1938
- E. grammadora Dyar, 1910
- E. imbecilla Fabricius, 1794
- E. impar Staudinger, 1870